# Franz Schneller

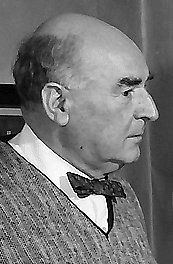
Franz Schneller (1964)

Franz Schneller (* 18. Januar 1889 in Freiburg im Breisgau; † 23. November 1968 ebenda) war ein deutscher Dramaturg, Regisseur und Schriftsteller.

## Leben
Franz Schneller entwickelte bereits als Schüler am Bertoldgymnasium, später am Friedrich-Gymnasium Freiburg, das er 1908 aus disziplinarischen Gründen verlassen musste, unter dem Einfluss seines Vetters Emil Gött schriftstellerische Neigungen. Nach der Teilnahme am Ersten Weltkrieg heiratete er Margot Baumgärtner und arbeitete von 1919 bis zu seiner Entlassung 1924 Dramaturg und Spielleiter am Stadttheater Freiburg. 1924 wurde er Mitbegründer der regionalen Kulturzeitschrift Freiburger Figaro, die bereits 1925 ihr Erscheinen einstellen musste. 1931 arbeitete er als Sekretär des Schutzverbandes Deutscher Schriftsteller.
Nach der Machtergreifung der Nationalsozialisten 1933 kam Schneller bis zum Januar 1934 in Schutzhaft. 1939 wurden Neuauflagen seiner Bücher verboten. Einen erneuten Wehrdienst leistete er als Bahnhofsoffizier 1939–1945. 1942 war er im Bahnhof von Małkinia Górna in Polen eingesetzt, einer Durchgangsstation für Züge aus dem Warschauer Ghetto in das Vernichtungslager Treblinka II.
Nach dem Krieg wurde er von der Französischen Besatzungsmacht als Leiter der Freiburger Stadtbücherei eingesetzt und hatte das Amt bis zu seiner Pensionierung 1954 inne. 1946 begann er mit der regelmäßigen Sendung von „Plaudereien“ über Kultur und Küche im Dreiländereck von Südbaden, Nord-Schweiz und Elsass im Südwestfunk. 1948 starb seine erste Frau. 1953 heiratete er in zweiter Ehe Brigitte Waldmann. Im gleichen Jahr wurde er Fraktionsführer der Freien Wählerschaft im Freiburger Gemeinderat. Sein Mandat gab er 1961 aus gesundheitlichen Gründen auf.
Sein literarisches Werk spiegelt vor allem die Landschaft des Schwarzwalds und des Oberrheins. 1955 wurde er Mitglied im P.E.N.
Schnellers Nachlass liegt im Markgräfler Museum Müllheim.

## Auszeichnungen
- 1947 Johann-Peter-Hebel-Preis des Landes Baden
- 1962 Reinhold-Schneider-Preis der Stadt Freiburg

## Schriften (Auswahl)
- Im Vorhof der Hölle. Novellen. Guenther, Freiburg i. Br. 1920
- Die Jahreszeiten eines Einsamen. Roman. Urban, Freiburg i. Br. 1923
- Barbara Iselin. Der Aufstieg einer Familie. Roman. Urban, Freiburg i. Br. 1924
- Alt-Breisach: die schöne Stadt am Oberrhein. Freiburg i. Br. 1925
- Segel vor Wind. Erzählung. Herder, Freiburg i. Br. 1934
- Blaubuch eines Herzens. Roman. Herder, Freiburg i. Br. 1935
- Ein Mädchen in Blüte. Roman. Kösel-Pustet, München 1937
- Brevier einer Landschaft. Badischer Verlag, Freiburg i. Br. 1947 (Neuausgabe Kehrer, Freiburg i. Br. 1984)
- Die Spur des Engels. Erzählungen. Bielefeld Verlag, Freiburg i. Br. 1948
- Zu Tisch zwischen Schwarzwald und Vogesen. Küche nach Mundart. Karlsruhe: Braun 1965. (Auszüge nachgedruckt in: Gourmet zwischen Schwarzwald und Vogesen. Einführung in die Küchenkultur am Oberrhein. Belchen Verlag, Freiburg 1998, ISBN 3-933483-02-6)